# 厚東武実

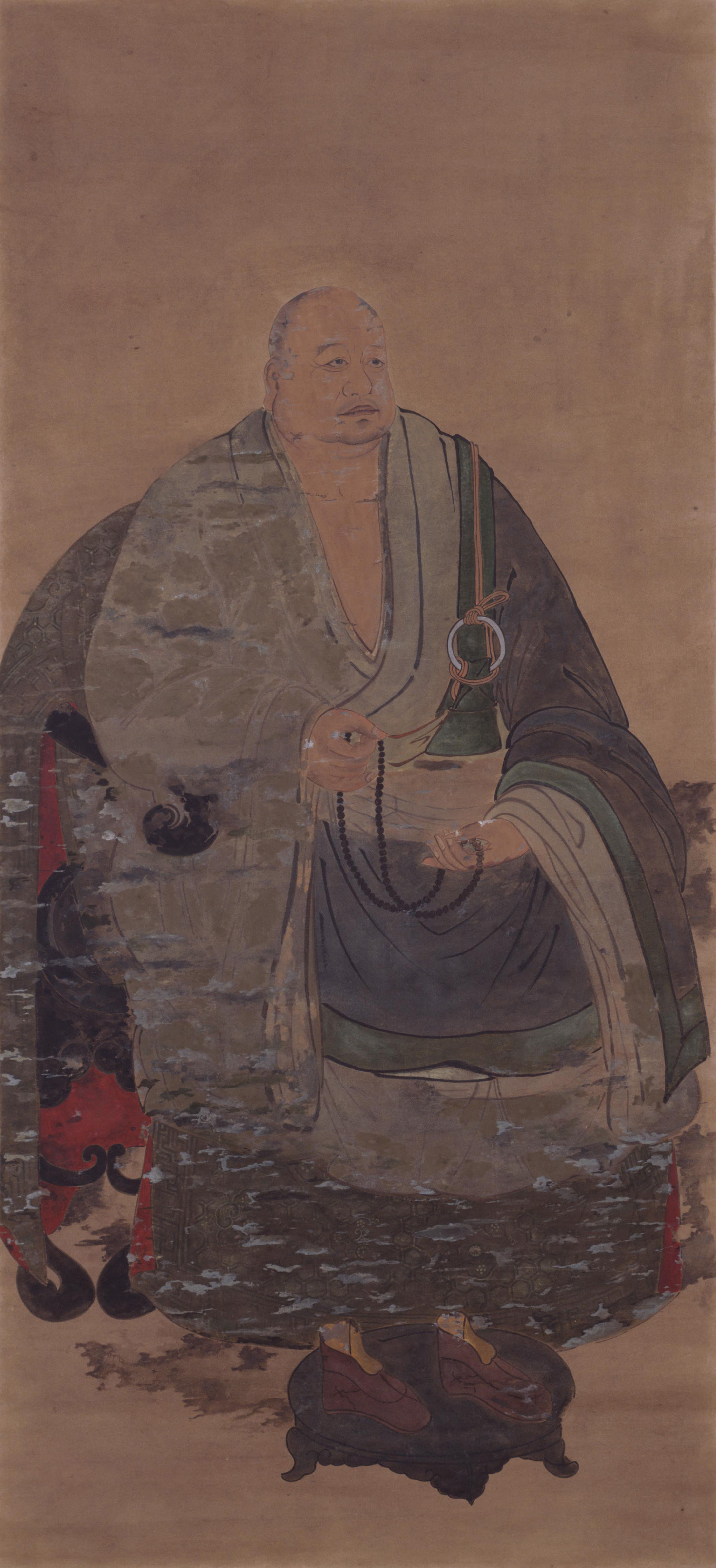
厚東武実像（模本）

厚東 武実（ことう たけざね、生年不詳 - 貞和4年（正平3年）11月9日（1348年11月30日））は鎌倉時代末期から南北朝時代初期に長門国（山口県）で勢威のあった豪族・厚東氏の14代目当主にして、鎌倉幕府の御家人。建武政権で長門国守護となったが、建武3年（1336年）足利尊氏の乱に際して九州に下った尊氏に加勢して南朝勢力と歴戦、室町幕府の長門国守護に補任された。厚東武仲の子。通称・太郎左衛門尉。出家後は太郎入道崇西と号した。
- 以下の記述中で元号に続く日付は旧暦、括弧内西暦に続く日付は新暦である。また、南朝年号/北朝年号の順に併記。

## 生涯
鎌倉末期の長門国で御家人として、長門探題北条時直の配下に所属していた。この時期にあたる嘉暦元年（1326年）9月15日付けで長門二宮忌宮神社の造営について鎌倉幕府からの沙汰に従う内容の記録が残る。
元弘2年/正慶元年（1332年）9月、元弘の乱において、北条高時の命を受けて大内弘幸、熊谷直経ら西国勢とともに上洛した。
元弘3年/正慶2年（1333年）閏2月（3月）、帰洛を目指す北条時直に属して海路東上したが備後国付近で村上水軍に行く手を阻まれて伊予国へ向かった。同3月12日（1333年4月26日）伊予国三居津に上陸し翌日には星岡平井城（愛媛県松山市）の土居通増を攻撃したが敗れて長門国に退却した。その後も高津入道道性（長幸）の反幕軍の攻撃に対して長門探題の北条氏の手勢として抗戦したが中途で道性側に返忠し、武実・武村父子は他の返忠勢とともに長門探題を攻めた。北条時直は劣勢を挽回できず長門探題から逃亡した。その返忠の功は建武政権に評価されて、武実は建武元年5月14日（1334年6月16日）に長門国守護に任命されて長門国府守護館に入った。この時、子の武村も豊前国企救郡を恩賞に与えられた。
建武2年7月（1335年8月）の中先代の乱への出兵中に変じて起こした足利尊氏の反乱に子の厚東武村が鎮圧軍として新田義貞側に参陣したが、新田軍は箱根・竹ノ下の戦いに敗れ去った。その後、京都から一時敗走した足利尊氏が九州に西下すると今度は厚東武実が大内長広ら周防・長門の武士とともに尊氏側に味方した。尊氏が九州平定を成し遂げると武実は用船を調達するなど尊氏の東上に協力し、また足利直義軍に従って陸路を進軍した。更に延元元年/建武3年9月（1336年10月）には石見国に出征して石見国守護上野頼兼に助勢するなど南朝軍相手に歴戦した。
貞和3年（1347年）末から翌・正平3年/貞和4年1月まで河内国の東条・四条畷と転戦していた武実は発病し、同年3月5日（1348年4月4日）には守護職を子の武村に譲った。同11月9日（11月30日）京都にて病没した。法名・浄名寺殿天庵崇西。葬地は京都棚井の浄名寺。